# Лю Сян (пловчиха)
Лю Сян (кит. упр. 刘湘, пиньинь Liú Xiāng; род. 1 сентября 1996, Гуанчжоу) — китайская пловчиха, специализирующаяся в спринтерском плавании на спине.

## Ранние годы
Лю Сян родилась в районе Тяньхэ, Гуанчжоу, она единственная дочь своих родителей. Оба ее родителя были баскетболистами, но она выбрала плавание.
Лю — выпускник Южно-Китайского педагогического университета.

## Карьера
На чемпионате мира в 2015 году Лю завоевала бронзовую медаль на дистанции 50 метров на спине, пропустив вперёд подругу по команде Фу Юаньхуэй. Она также участвовала в Олимпийских играх 2016 года.
На Азиатских играх 2018 года Лю преодолела 27-секундный барьер на дистанции 50 м на спине среди женщин, установив мировой рекорд и завоевав золотую медаль.